# Рафальський Антон Ярославович
Антон Ярославович Рафальський (нар. 18 квітня 2000, Київ, Україна) — український футболіст, захисник київського «Рубікону».

## Життєпис
Вихованець київських «Динамо», «Арсенала» та «Оболоні-Бровара». У складі команди «Оболонь-Бровар» U-19 був одним з найкращих бомбардирів.
На початку січня 2019 року, завдяки результативній грі в юніорській команді «пивоварів», підписав 5-річний контракт з головною командою «Оболоні-Бровара», проте був відправлений набиратися досвіду у другу команду клубу. У футболці «Оболоні-Бровар-2» дебютував 27 липня 2019 року в переможному (1:0) виїзному поєдинку 1-го туру Другої ліги проти вишгородського «Діназу». Антон вийшов на поле в стартовому складі, а на 69-й хвилині його замінив Артем Дерев'яго. У складі головної команди клубу дебютував 27 серпня 2019 року в переможному (1:0) виїзному поєдинку 2-го попереднього раунду кубку України проти ФК «Вовчанськ». Рафальський вийшов на поле на 75-й хвилині, замінивши Рінара Валєєва.

## Особисте життя
Має брата Ярослава, який також є професійним футболістом.